# Донецкая государственная музыкальная академия

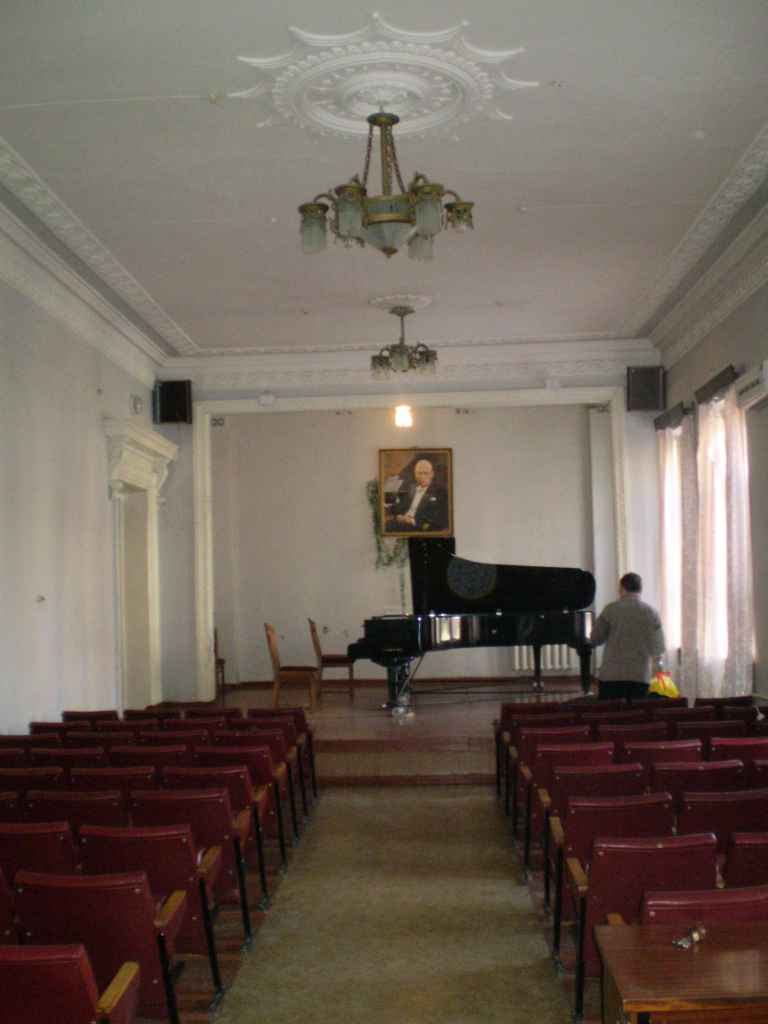
Концертный холл

Донецкая государственная музыкальная академия имени С. С. Прокофьева (укр. Донецька державна музична академія імені Сергія Прокоф'єва) — музыкальная консерватория четвёртого уровня аккредитации. Находится в Ворошиловском районе Донецка. Ректор — Роман Николаевич Качалов. Имеет два факультета: исполнительский и оркестровый.
Основана 16 мая 1968 года как Донецкий музыкально-педагогический институт.
13 мая 1988 институту было присвоено имя Сергея Сергеевича Прокофьева.
27 мая 1991 года вуз был переименован в Донецкую государственную консерваторию им. С. С. Прокофьева, 15 сентября 2002 года — музыкальную академию.
Вступительная кампания 2014 г. проводилась по украинским правилам в системе Министерства культуры Украины на двух площадках: в Донецке и в Днепропетровской консерватории. После этого был издан приказ о переводе академии из Донецка в Киев. С осени 2018 г. академия возобновляет свою работу в Киеве как структурное подразделение эвакуированного из Автономной республики Крым в конце 2015 г. Таврического национального университета имени В. И. Вернадского. Руководителем Музыкальной академии искусств имени С. С. Прокофьева является крымскотатарский музыкант Джемиль Кариков. Особое внимание планируется уделить преподаванию восточной, в том числе крымскотатарской, музыки.
В Донецке с 2014 года осуществляет образовательную деятельность учебное заведение с соответствующим названием. Ректором является Сапрыкина Людмила Николаевна. Выпускники вуза получают дипломы российского образца.

## Выпускники
- Колесников Валерий Владимирович — джазовый музыкант, трубач, флюгельгорнист, руководитель ансамблей.[2]
- Мартынов Евгений Григорьевич — эстрадный певец и композитор.
- Скрыпник Алексей Викторович — композитор, педагог.
- Коробко Алина Николаевна — певица, педагог.
- Белова Лариса Владимировна — певица, композитор.
- Мамонов Сергей Алексеевич — композитор, педагог.
- Петриченко Евгений Владимирович — композитор, педагог.
- Привалов Евгений Анатольевич — певец, Заслуженный артист Украины.
- Куржев Валентин Умарович — дирижёр, композитор, Заслуженный артист Украины.
- Михайлевский Игорь Николаевич — дирижер, Заслуженный деятель искусств Украины.
- Коротич Виктор Викторович — баритон, Заслуженный артист республики Северная Осетия — Алания, солист Мариинского театра.
- Коваленко Алексей Сергеевич — украинский пианист, педагог, лауреат международных конкурсов.
- Парецкий Александр Александрович — генеральный директор-художественный руководитель Донецкой государственной академической филармонии, лауреат международных конкурсов, певец (баритон), ведущий, общественный деятель.
- Корзинкин Анатолий Алексеевич— композитор, педагог. Ныне — Митрополи́т Зино́вий, архиерей Русской православной церкви; митрополит Саранский и Мордовский, глава Мордовской митрополии.
- Акопов, Вячеслав Юрьевич — дирижёр, композитор, музыкант, преподаватель.

## Ректоры
- Манжора Борис Георгиевич — с 1968 по 1973 г. (проректор, ректор)
- Михеев Борис Александрович — с 1978 по 1985 г.
- Бахарев Виктор Леонидович — с 1986 по 1997 г.
- Вячеслав Васильевич Воеводин — с 1997 до 2009 г.
- Скрыпник Алексей Викторович — с 2009 по 2014 г. (композитор, педагог)
- Колоней Валентин Алексеевич — с 2014 по 2017 г.
- Качалов Роман Николаевич — с 2017 по 2020 г. и с 2022 г. по настоящее время.
- Сапрыкина Людмила Николаевна — с 2020 г. по 2022 г.